# Muntele magic
Muntele Magic este un film coproducție româno-franco-poloneză din 2015 regizat de Anca Damian.
Este un film de animație inspirat din cazul real al alpinistului și luptătorului polonez în Afganistan, Adam Jacek Winkler (alias Adam Khan).
Filmul Muntele Magic este al doilea film din trilogia dedicată eroismului de realizatoarea Anca Damian, „Trilogia morții (și a vieții)”.

## Distribuție
Distribuția filmului este alcătuită din:
- Christophe Miossec – Adam Jacek Winkler (voce versiunea franceză)
- Jerzy Radziwilowicz – Adam Jacek Winkler (voce versiunea poloneză)
- Jean-Marc Barr – Adam Jacek Winkler (voce versiunea engleză)
- Lizzie Brocheré – Anna Winkler (voce versiunea franceză și engleză)
- Julia Kijowska – Anna Winkler (voce versiunea poloneză)